# Dupliranje gena
Genska duplikacija (hromozomska duplikacija ili genska amplifikacija) je svaka duplikacija regiona DNK koji sadrži gene. Ona se može javiti kao greška u homolognoj rekombinaciji, retrotranspozicija, ili duplikacija celokupnog hromozoma. Druga kopija gena često nije izložena pritisku selekcije. Drugim rečima njene mutacije nemaju štetan uticaj na organizam domaćina. It tog razloga ona akumulira mutacije brže od funkcionalnog gena tokom generacija jednog organizma.
Duplikacija je suprotan proces deleciji. Duplikacija se javlja kao posledica neravnomernog krosing-overa, koji se javlja tokom mejoze između neporavnatih homolognih hromozoma. Verovatnoća pojave duplikacija je funkcija udela zajedničkih ponavljajućih elemenata između dva hromozoma. Proizvodi ove rekombinacije su duplikacija na mestu razmene i recipročna delecija.

## Spoljašnje veze
- Pregled mutacije, duplikacije i translokacije gena